# Thomasine and Bushrod
Pour plus de détails, voir Fiche technique et Distribution.
Thomasine and Bushrod est un western américain, appartenant au genre de la blaxploitation, sorti en 1974 et réalisé par Gordon Parks Jr. Il met notamment en vedette Max Julien, Vonetta McGee et est alors produit par la Columbia. 

## Synopsis
Avec McGee dans le rôle de Thomasine et Julien dans le rôle de Bushrod, le film se voulait être l'équivalent du Bonnie and Clyde de 1967.[réf. nécessaire]
De 1911 à 1915, le couple se lance dans une folie meurtrière, traversant le sud Américain comme des Robins des bois, volant aux riches capitalistes blancs pour ensuite reverser cet argent aux mexicains, amérindiens et blancs défavorisés qu'ils croiseront.

## Fiche technique
- Titre : Thomasine and Bushrod
- Réalisation : Gordon Parks Jr.
- Montage : Frank C. Decot
- Musique : Coleridge-Tylor Perkinson
- Langue originale : anglais

## Distribution
- Max Julien : JP Bushrod
- Vonetta McGee : Thomasine
- George Murdock : capitaine Bogardie
- Glynn Thurman : Jomo J. Anderson
- Juanita Moore : Pecolia
- Ben Zeller : Scruggs